# 林孔龍屬
林孔龍（屬名：Rinconsaurus）是一屬泰坦巨龍類的蜥腳下目恐龍，來自白堊紀晚期的阿根廷。模式種異尾林孔龍（Rinconsaurus caudamirus）由Calvo和Riga於2003年根據三具部分骨骼所描述、命名。

## 敘述
如同所有蜥腳類，林孔龍是種大型、長頸、四足的草食性恐龍，並擁有一條長、呈鞭狀的尾巴。林孔龍是種體型較嬌小、纖細的不尋常蜥腳類。雖然尚未發現完整的化石，且沒有發現完整的頸部與頭部，完全成長的林孔龍估計體長11公尺、肩高約2.5公尺。雖然目前只有發現一個部份頭骨，不過根據其他有關的泰坦巨龍類頭骨來判斷，林孔龍的頭部可能也是長而狹窄的。

## 發現及物種
林孔龍的化石是於1997年由Gabriel Benítez在阿根廷內烏肯省林孔德洛斯聖西斯附近的下篷組地層發現的，包括三個個體（兩個成體及一個幼體），並由國立科瑪會大學古生物博物館的Jorge Calvo所挖掘。
模式種兼唯一種異尾林孔龍（R. caudamirus）於2003年由門多薩古脊椎動物實驗室的Jorge Calvo和Bernardo J. González Riga所敘述。他們指出林孔龍的獨特衍化特徵，例如尾椎上有明顯的骨突。化石包含：脊椎、四肢骨頭、肩胛骨、骨盆（恥骨、坐骨、髂骨）以及數個肋骨；另外也發現了頭骨碎片，包括一個下頜和兩顆牙齒。這些牙齒類似馬拉威龍。
林孔龍的屬名取自發現地，而種名caudamirus在拉丁語意為「奇異的尾巴」，即指其尾椎不尋常的形狀，尤其是其中一個個體所呈現出「雙前凹－雙內凹－雙後凹－雙外凸－最後又回到雙前凹」的怪異序列。

## 分類
林孔龍屬於泰坦巨龍類。Coria和Riga根據多個衍化特徵認為林孔龍與風神龍近緣。2007年Casal等人將林孔龍、岡瓦納巨龍及風神龍一起，提議建立一個演化支稱為風神龍族。其中林孔龍與穆耶恩龍構成一個較小的分支林孔龍類。但這個分類群仍有待學界廣泛接納。2011年湯瑪斯·霍茨將林孔龍、風神龍、岡瓦納巨龍、穆耶恩龍、阿達曼提龍、泛美龍、探索龍一起歸類於新建立的風神龍科。2019年González-Riga等人的研究則將林孔龍類改分類至新建立的巨像龍類。

## 古生物學

### 食性
如同所有蜥腳類，林孔龍是草食性恐龍。曾在白堊紀泰坦巨龍類糞化石中發現有植物化石及硅化的植物碎片（植結石），顯示牠們以未經挑選、品種廣泛的植物為食。除了一些可預期的植物（如蘇鐵科及松科），2005年出版的發現也記載了一些意料之外、品種廣泛的單子葉植物，如棕櫚科及禾本科等，這些是稻及竹的祖先，從而引發了植食性恐龍與草是協同進化的假說。
泰坦巨龍類的牙齒通常呈竹片狀（湯匙狀）或釘狀。林孔龍的牙齒卻被描述成「鉛筆及鑿狀」，並有大幅傾斜的磨損面。由於嘴部結構無法磨碎食物，牠們可能會像其他蜥腳類一樣專吃樹葉。

## 外部連結
- Saltasauridae from Thescelosaurus!